# Husajn Chan Nachiczewański
Husajn Chan Nachiczewański (az. Hüseyn xan Naxçıvanski, ros. Гусейн Хан Нахичеванский; ur. 28 lipca 1863 w Nachiczewaniu, zm. w styczniu 1919 w Piotrogrodzie) – rosyjski zawodowy oficer, generał kawalerii, z pochodzenia Azer.

## Życiorys
Urodził się 28 lipca 1863 roku w Nachiczewaniu, obecnie stolicy azerskiej Nachiczewańskiej Republiki Autonomicznej. Jego pradziad, Echsan, był ostatnim władcą Chanatu Nachiczewańskiego. Ojcem był Kiełbali Chan Nachiczewański, generał rosyjskiej armii, a matką Churszid Kajar-Irawani, wywodząca się z rodu panującego w Chanacie Erywańskim. Miał także starszego brata, Dżafarkuli Chana Nachiczewańskiego.
W 1874 roku został przyjęty do szkoły wojskowej, którą ukończył z wyróżnieniami w 1883 roku, następnie został przyjęty do elitarnej Gwardii Imperium Rosyjskiego, do regimentu kawalerii, w którym służył przez dwadzieścia lat.
Po wybuchu wojny rosyjsko-japońskiej w 1904 roku został skierowany na front. Jego oddział pozytywnie wyróżnił się w czasie przegranej wojny, a sam Nachiczewański został kilkukrotnie odznaczony. Po wojnie został dowódcą regimentu kawalerii gwardyjskiej, a w 1907 roku mianowano go na stopień generała-majora.
W 1912 roku został dowódcą brygady kawalerii, a w 1914 awansowano go na generała-lejtnanta i dowódcę dywizji kawalerii. Gdy wybuchła w sierpniu 1914 roku wojna został mianowany dowódcą kawalerii prawego skrzydła jednej z armii. Od 19 października był dowódcą korpusu kawaleryjskiego. W czerwcu 1915 został awansowany do stopnia generała-adiutanta i był jedynym muzułmaninem na tak wysokim stanowisku. 25 listopada został dowódcą sił zbrojnych na Kaukazie, a 23 stycznia 1916 roku generałem kawalerii. Był jednym z dowódców dowodzących w ofensywie Brusiłowa.
Gdy w marcu 1917 wybuchła w Piotrogrodzie rewolucja lutowa Nachiczewański był jednym z dwóch generałów, którzy zaproponowali carowi Mikołajowi II użycie swoich wojsk do stłumienia zamieszek, ale car nie odpowiedział na tę ofertę.
Po abdykacji cara odmówił służby Rządowi Tymczasowemu, przeszedł na emeryturę i zamieszkał z rodziną w Piotrogrodzie. Jako monarchista był także jednym z nielicznych Azerów, którzy nie zaangażowali się w działalność państwową nowo powstałej Demokratycznej Republiki Azerbejdżanu. Po rewolucji październikowej i zamordowaniu szefa piotrogrodzkiej Czeka, Mojżesza Urickiego, Nachiczewański znalazł się w grupie aresztowanych i rozstrzelanych w styczniu 1919 roku.